# Lienardia roseocincta
Lienardia roseocincta é uma espécie de gastrópode do gênero Lienardia, pertencente a família Clathurellidae.